# Jaz Farny
 Jaz Farny (Młyński) – jaz pomiędzy rzeką Młynówką a Brdą w Bydgoszczy. Stanowi jedną z budowli hydrotechnicznych Hydrowęzła Bydgoszcz zarządzanego przez Regionalny Zarząd Gospodarki Wodnej w Gdańsku.

## Położenie
Jaz Farny znajduje się w północno-wschodniej części Wyspy Młyńskiej w Bydgoszczy w bezpośredniej bliskości katedry bydgoskiej, od której wziął swoją nazwę (dawna fara).
Obok jazu znajduje się Mała Elektrownia Wodna „Kujawska” w Bydgoszczy.

## Historia
Jaz znajduje się w miejscu, gdzie już w XIV wieku – po lokacji miasta zbudowano pierwszy jaz z kołem wodnym, napędzającym młyny zbożowe.
Obecną konstrukcję wybudowano w roku 1899, zaś przebudowano w 1929 r. (zamiana konstrukcji na metalową), 1970 r. i w roku 1996.
W latach 2014–2015 przeprowadzono remont kapitalny jazu, którego koszt oszacowano na 6 mln zł. Objął on m.in. konserwację elementów stalowych i betonowych, regenerację lub wymianę zużytych elementów, zainstalowanie instalacji do rozmrażania prowadnic zasuw, remont ubezpieczeń brzegowych, dojazdu i ogrodzeń.

## Charakterystyka
Zadaniem jazu jest przepuszczanie wód Młynówki do Brdy, przy różnicy poziomów wody 3,36 m.
Jaz posiada konstrukcję betonową dokową dwuprzęsłową. Światło poziome przęseł wynosi 2 × 6,40 m. Zamknięcie stanowią dwie stalowe zasuwy dwudzielne o napędzie mechaniczno-elektrycznym oraz ręcznym. Nad jazem znajduje się stalowa kładka technologiczna służąca do jego obsługi.

### Tor kajakarstwa górskiego
Podczas przebudowy w 1996 r., w prawym przęśle jazu ujście Młynówki pogłębiono i wzbogacono w skaliste przeszkody, wskutek czego powstał tor kajakowego slalomu górskiego. Jest to jedyny w Polsce i w Europie tor kajakarstwa górskiego zbudowany w ścisłym centrum miasta.
Podczas zawodów prawe przęsło jazu zostaje w pełni otwarte, dzięki czemu następuje gwałtowny przepływ wody będący imitacją nurtu górskiej rzeki.

## Galeria

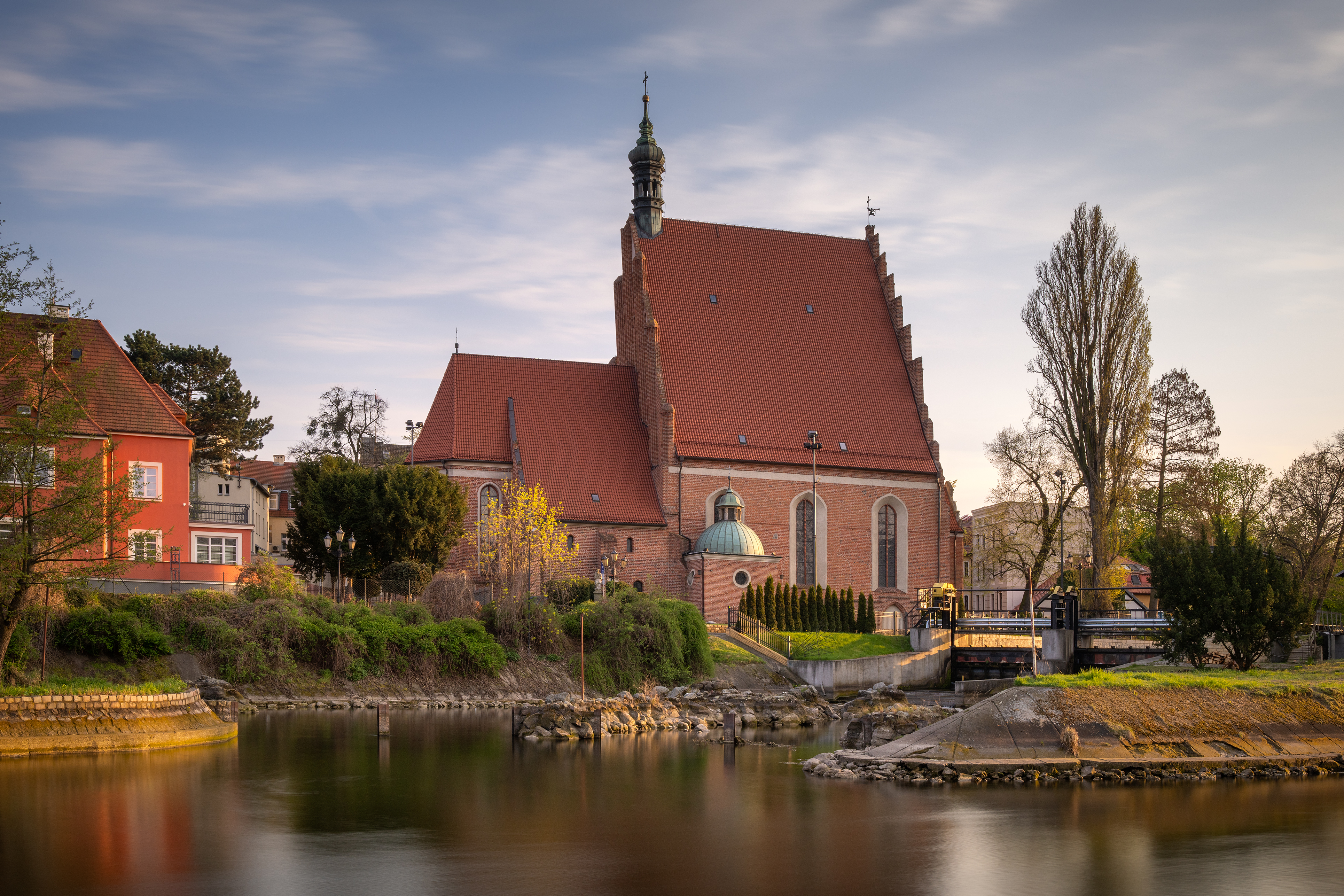
Jaz z katedrą bydgoską
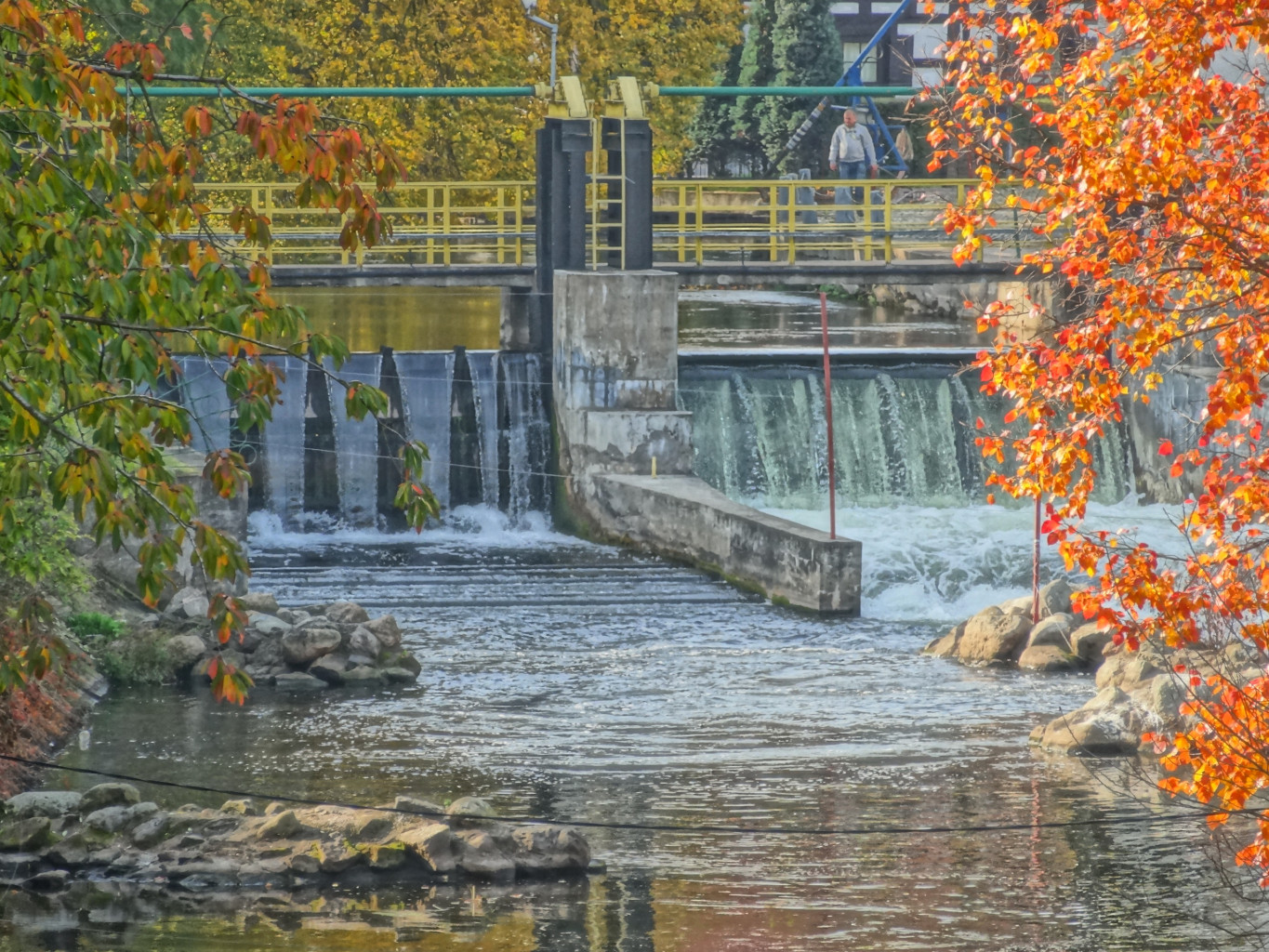
Zbliżenie
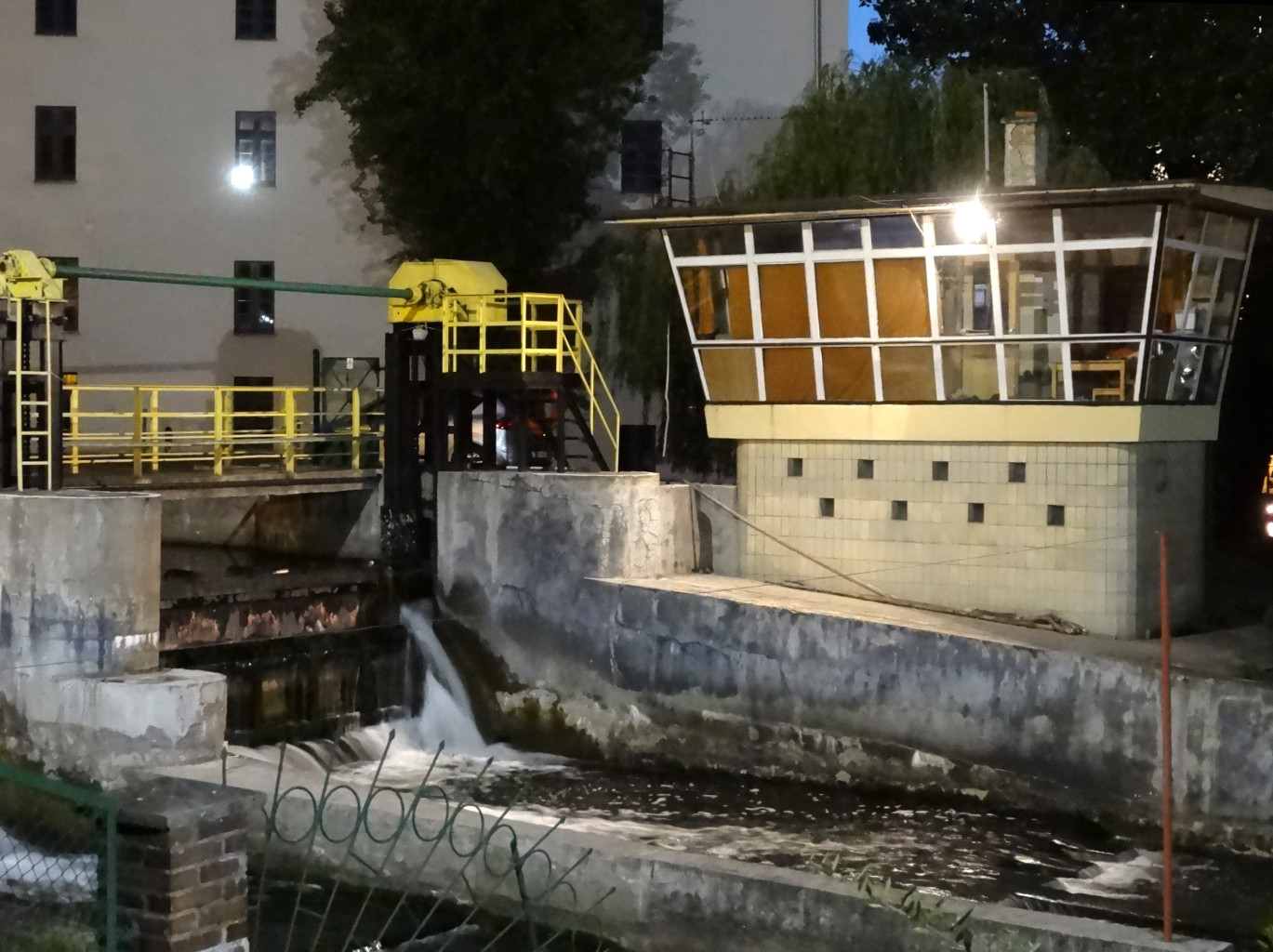
Wieczorem
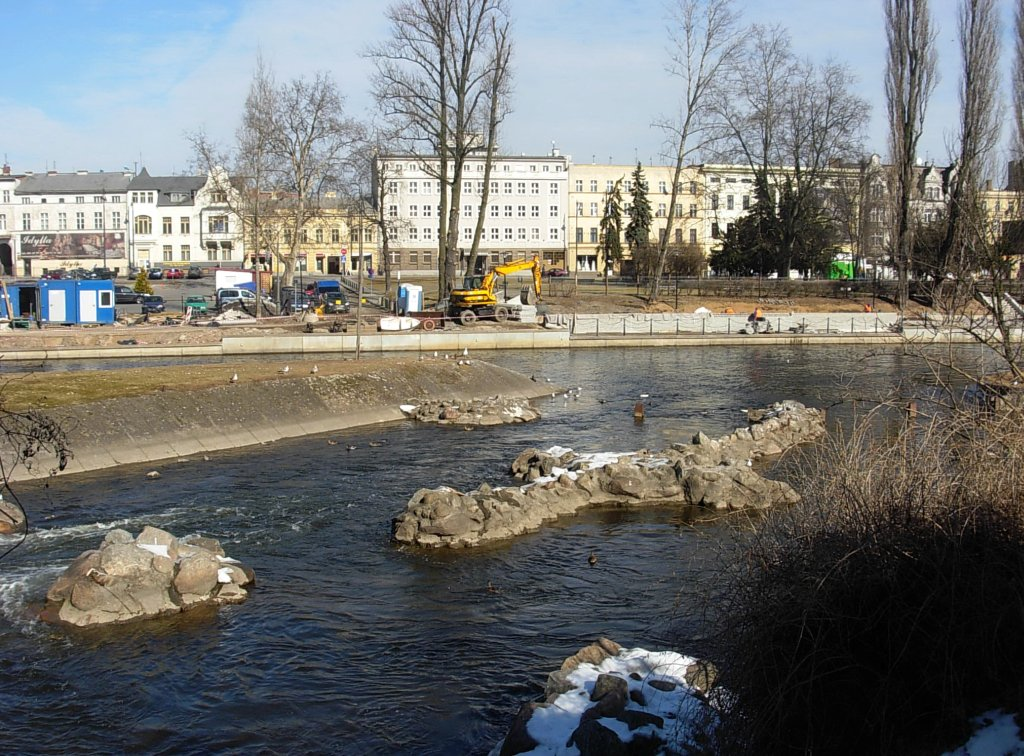
Skaliste przeszkody na torze kajakarstwa górskiego